# Gmina Cass (hrabstwo Cedar)

Położenie Gminy Cass w hrabstwie Cedar

Gmina Cass (ang. Cass Township) – gmina w USA, w stanie Iowa, w hrabstwie Cedar. Według danych z 2000 roku gmina miała 295 mieszkańców.